# Helen Jenkins
Helen Rebecca Jenkins (8 de março de 1984) é uma triatleta profissional britânica.

## Carreira

### Rio 2016
Helen Jenkins disputou os Jogos do Rio 2016, terminando em 19º lugar com o tempo de 2:01:07.